# Мечеть Корабой Оксокол
Мече́ть Корабо́й Оксоко́л, или Караба́й Аксака́л (узб. Qoraboy Oqsoqol masjidi / Қорабой Оқсоқол масжиди; тадж. Масҷиди Қорабой Оқсоқол) — действующая махаллинская мечеть в городе Самарканде. Находится на улице Абу Лайса Самарканди (бывшая улица Худжумская), в старом городе, вблизи улицы Ислама Каримова (бывшая улица Ташкентская), с задней стороны от средней общеобразовательной школы №21. 
Нет достоверных данных о точной дате строительства данной мечети. Предположительно был построен в XIX или XX веке. После обретения независимости Узбекистаном, мечеть в разные годы реконструировалась и улучшалась. Представляет собой прямоугольное здание с куполообразной крышей, с айваном с передней стороны. 